# Actigramme
 (avril 2010).
Si vous disposez d'ouvrages ou d'articles de référence ou si vous connaissez des sites web de qualité traitant du thème abordé ici, merci de compléter l'article en donnant les références utiles à sa vérifiabilité et en les liant à la section « Notes et références ».
L'actigramme est l'outil fondamental d'investigation du technicien, mais le champ d'application de l'investigation est infini.

## Mise en situation
L’actigramme, fondamental dans l'étude des systèmes, permet d'identifier une matière d’œuvre et d'en définir la valeur ajoutée par différence, à partir de l’observation des entrées et sorties de tout ou partie d’un système.L'Actigramme montre l'utilité d'un produit définit

## Méthodologies associées
Bien que déjà significatif par lui-même, la véritable puissance de cet outil d'investigation provient de la méthode d'analyse descendante ("SADT"), à laquelle il est le plus souvent associé. Lorsqu'à cela, on ajoute encore la notion de chemin critique, alors, on commence à prendre conscience de ce qu'est la rigueur constructive des techniciens.

## Précisions méthodologiques
- Notion générale d'activité
- Notion générale de niveau - Niveau "de plus haut niveau", noté (A - 0) ; niveaux détaillés, notés A- 1), (A - 2), ... (A - n)
- Notion générale de réglages

Notations conventionnelles : voir article consacré à la SADT

## L'actigramme en sociologie
Dans le domaine de la sociologie, la présentation de l'actigramme renvoie à des connaissances déjà intégrée pour partie, avec le "béhaviorisme", ou cognitivisme.

## Historique
Bien que l'histoire des sciences nouvelles reste encore à écrire, on peut déjà mentionner la parution officielle de l'actigramme, en France, au BO spécial du 24.09.1992., du MJENR (ministère de la jeunesse, de l'éducation nationale de la recherche)- conformément à l'appellation en vigueur à cette même date.